# جورجيا لويز هاريس براون
جورجيا لويز هاريس براون (بالإنجليزية: Georgia Louise Harris Brown)‏ هي مهندسة معمارية أمريكية، ولدت في 12 يونيو 1918 في توبيكا في الولايات المتحدة، وتوفيت في 21 سبتمبر 1999.